# 埃尔坎佩略
埃尔坎佩略，是西班牙巴伦西亚自治区阿利坎特省的一个市镇。总面积55km2，总人口19237人（2001年），人口密度350人/km2。